# Expedition Impossible
Expedition Impossible é um reality show americano criado pelo produtor Mark Burnett e apresentado por Dave Salmoni, especialista em vida selvagem. A série estreou no canal ABC em 23 de junho de 2011.
O programa acompanha treze equipes compostas por três competidores cada enquanto eles resolvem desafios durante uma corrida através de desertos, montanhas e rios marroquinos. Cada membro da primeira equipe que cruzar a linha de chegada final após completarem as dez etapas da competição recebe cinquenta mil dólares e um Ford Explorer 0 km.

## O Jogo
Expedition Impossible é uma corrida de dez etapas, cada uma das quais possui uma série de postos de controle (checkpoints). A cada posto, as equipes recebem instruções sobre como devem proceder para chegar ao próximo posto de controle e, em alguns destes postos alguns desafios devem ser resolvidos antes de seguirem na corrida. A última equipe a alcançar o checkpoint final da etapa é eliminada. Caso algum membro da equipe desista da corrida em qualquer ponto, todo o time é eliminado da competição.
A competição começou em Merzouga e conclui em Marrakech, cobrindo um percurso de aproximadamente 2000 milhas incluindo caminhadas através do Deserto do Saara e a Cordilheira do Atlas.

## Produção
A rede de televisão ABC e o produtor Mark Burnett anunciaram a série em 4 de novembro de 2010, com Mark Burnett descrevendo Expedition Impossible como “uma grande aventura televisionada” e “uma experiência épica no estilo Indiana Jones”. No mesmo mês começaram as inscrições para seleção dos participantes.
Participantes potenciais para integrarem o show foram obrigados a demonstrar proficiência em várias habilidades como, por exemplo, cavalgar, endireitar um bote virado, leitura de bússola e rapel.
Depois de, inicialmente, anunciar a data de estreia como 21 de junho de 2011, a ABC reviu a data para 23 de junho.

## Distribuição Internacional
Em 9 de maio de 2011 a CTV Television Network anunciou que adquiriu os direitos para transmissão de Expedition Impossible no Canadá e que a série estrearia em 21 de junho de 2011. Posteriormente a CTV adiou a estreia para dia 23 de junho para coincidir com a estreia americana.
Em 16 de julho de 2011, o canal australiano Network Ten iniciou a transmissão do programa aos sábados no horário das 18:30 às 19:30.
Uma adaptação da série estreou no canal Cuatro na Espanha em 23 de janeiro de 2013. O programa, chamado localmente de Expedición Imposible, foi apresentado por Raquel Sánchez-Silva e apresentou dez pares de celebridades correndo através das paisagens do Marrocos.

## Recepção
"Não há táxis. Não há hotéis. Isto é muito, muito diferente. Aqui, você realmente precisa se colocar na linha, realmente estar disposto a cruzar desertos e montanhas e usar os camelos e cavalos. Então, é uma competição muito, muito mais difícil".

Mark Burnett para o The Hollywood Reporter sobre as comparações entre Expedition Impossible e The Amazing Racing
Antes de sua estreia, Expedition Impossible atraiu diversas comparações com outras séries de televisão do mesmo gênero, tais como The Amazing Race, Pirate Master e a série de corrida de aventura do próprio Mark Burnett, Eco-Challenge.
David Hinckley do The New York Daily News argumentou que a estreia seguiu uma fórmula familiar e questionou se já não foi alcançado um "ponto de saturação" para este estilo de entretenimento. Ao dizer isso, ele enfatizou que em nada estava diminuindo as realizações das equipas participantes. Da mesma forma, Brian Lowry para a revista Variety, enquanto criticava o programa como sendo uma "evidente imitação de The Amazing Race", elogiava a capacidade de Mark Burnett para criar "uma sensação de perigo nos desafios", enquanto constatava que o programa, como um todo, "viaja por caminhos familiares" o que equivalia a uma "reciclagem" de conceitos utilizados em outras séries.
Expedition Impossible foi líder de audiência na noite de sua estreia com 7,8 milhões de telespectadores e índices de 2.4/7 entre adultos de 18-49 anos. O programa foi o oitavo mais assistido da semana. O segundo episódio teve audiência mais modesta com 6,16 milhões de telespectores e índices de 1.8/6 entre adultos de 18-49 anos.

## Equipes

### The Gypsies
John Post, 25, Pensacola Beach, Flórida. Fazendeiro Sustentável
 Taylor Filasky, 31, San Diego, Califórnia. Produtor de Vídeo
 Eric Bach, 26, San Francisco, Califórnia. Empresário
Amigos que, juntos, já viajaram por mais de 40 países.

### No Limits
Erik Weihenmayer, 42, Golden, Colorado. Palestrante Motivacional e Escritor
 Jeff Evans, 41, Boulder, Colorado. Palestrante Motivacional e Médico Assistente
 Aaron "Ike" Isaacson, 33, Topeka, Kansas. Soldado
Jeff é o guia de Erik em expedições de montanhas porque Erik é cego. Ike é soldado.

### Fab 3
Ryan Allen Carrillo, 36, Los Angeles, Califórnia. Proprietário de Empresa
 Kari Gibson, 26, Los Angeles, Califórnia. Modelo
 AJ Gibson, 30, Los Angeles, Califórnia. Consultor de Hipoteca
Kari e AJ são irmãos. Ryan e AJ já foram casados, mas agora são apenas amigos. Todos os três moram juntos.

### The Football Players
Akbar Gbaja-Biamila, 31, Los Angeles, Califórnia. Comentarista
 Robert Ortiz, 27, Solana Beach, Califórnia. Proprietário de Empresa
 Ricky Sharpe, 31, Costa Mesa, Califórnia. Consultor de Fitness
Todos os três já foram jogadores profissionais de futebol que se conheceram quando jogaram pelo time da Universidade Estadual de San Diego.

### The Cops
Robert "Rob" Robillard, 43, Concord, Massachusetts. Tenente da Polícia
 Dani Henderson, 34, Marlborough, Massachusetts. Oficial de Polícia
 James "Jim" Vaglica, 49, Billerica, Massachusetts. Sargento da Polícia
Policiais que trabalham juntos.

### California Girls
Christina Chin, 24, Davis, Califórnia. Agente Corporativa
 Brittany Smith, 24, Rancho Murieta, Califórnia. Golfista Aspirante
 Natalie Smith, 25, Woodland, Califórnia. Professora e Treinadora
Amigas que se conheceram enquanto estudavam na Universidade da Califórnia.

### The Country Boys
Nicholas Coughlin, 28, Clinton, Mississippi. Empreendedor/Marketing na Internet
Jason Cronin, 37, Pensacola Beach, Flórida. Empresário/Proprietário de Empresa
Chad Robinson, 27, Bolton, Mississippi. Investidor
Amigos vindo do Mississippi e proximidades.

### The Fishermen
Gus Sanfilippo, 48, Gloucester, Massachusetts. Pescador
 Nino Sanfilippo, 43, Gloucester, Massachusetts. Pescador
 Joe Sanfilippo, 44, Gloucester, Massachusetts. Pescador
Gus e Nino são irmãos e Joe e sobrinho deles. Todos os três são parte da tripulação do pesqueiro Capitain Dominic.

### New York Firemen
Kevin "Fathead" Coursey, 39, Belle Harbor, Nova Iorque. Bombeiro
Rob Keiley, 34, Rockaway Park, Nova Iorque. Bombeiro
Mike Egan, 34, Rockaway Park, Nova Iorque. Bombeiro
Colegas de trabalho que são bombeiros em Nova Iorque.

### Team Kansas
Lindsey Haymond, 27, Houston, Texas. Professora
Kelsey Fuller, 22, Overland Park, Kansas. Estudante
Mackenzie Fuller, 19, Overland Park, Kansas. Estudante
Três irmãs nascidas no Kansas.

### Grandpa's Warriors
Dick Smith, 69, Normal, Illinois. Dono de Loja
Steven Smith, 48, Savoy, Illinois. Dono de Loja
Samantha Smith-Gibbs, 23, Thomasboro, Illinois. Gerente de Loja
Dick é pai de Steven e avô de Samantha, que é filha de Steven.

### Mom's Army
Eleanor "Ellie" Vanderbeck, 52, Reading, Pensilvânia. Escriturária
Ruthie Vanderbeck, 28, Reading, Pensilvânia. Corretora de Imóveis
Abbie Vanderbeck, 30, Norwalk, Connecticut. Babá
Ruthie e Abbie são filha de Ellie. Elas também já foram do exército.

### Latin Persuasion
Dashia Imperiale, 44, Nova Iorque, Nova Iorque. Instrutora de Fitness
Raven Garcia, 30, Bronx, Nova Iorque. Escritora Freelancer
Mai Reyes, 38, Nova Iorque, Nova Iorque. Gerente
Amigas e colegas de trabalho, todas de descendência latina

## Progresso das Equipes
| The Gypsies          | Amigos                       | 1º  | 1º  | 1º  | 1º  | 2º | 1º | 1º | 1º | 1º | 1º |  |  |  |  |  |  |
| No Limits            | Amigos                       | 6º  | 3º  | 2º  | 2º  | 5º | 3º | 2º | 5º | 4º | 2º |  |  |  |  |  |  |
| Fab 3                | Irmãos e Amigo               | 2º  | 5º  | 5º  | 8º  | 1º | 2º | 6º | 3º | 2º | 3º |  |  |  |  |  |  |
| The Football Players | Amigos de Faculdade          | 3º  | 4º  | 4º  | 3º  | 3º | 4º | 4º | 2º | 3º | 4º |  |  |  |  |  |  |
| The Cops             | Colegas de Trabalho          | 10º | 11º | 8º  | 5º  | 4º | 6º | 5º | 4º | 5º |    |  |  |  |  |  |  |
| California Girls     | Amigas de Faculdade          | 9º  | 9º  | 7º  | 7º  | 8º | 7º | 3º | 6º |    |    |  |  |  |  |  |  |
| The Country Boys     | Amigos                       | 7º  | 2º  | 3º  | 9º  | 7º | 5º | 7º |    |    |    |  |  |  |  |  |  |
| The Fishermen        | Irmãos e Primo               | 5º  | 6º  | 10º | 6º  | 6º | 8º |    |    |    |    |  |  |  |  |  |  |
| New York Firemen     | Colegas de Trabalho          | 8º  | 10º | 6º  | 4º  | 9º |    |    |    |    |    |  |  |  |  |  |  |
| Team Kansas          | Irmãs                        | 4º  | 7º  | 9º  | 10º |    |    |    |    |    |    |  |  |  |  |  |  |
| Grandpa's Warriors   | Família                      | 12º | 8º  | 11º |     |    |    |    |    |    |    |  |  |  |  |  |  |
| Mom's Army           | Mãe e Filhas                 | 11º | 12º |     |     |    |    |    |    |    |    |  |  |  |  |  |  |
| Latin Persuasion     | Amigas e Colegas de Trabalho | 13º |     |     |     |    |    |    |    |    |    |  |  |  |  |  |  |

- A colocação da equipe marcada em verde indica que a mesma venceu a competição.
- A colocação da equipe marcada em vermelho indica que a mesma foi eliminada da competição.

## Etapas
| 01 | Sun! Sand! Sahara! (Sol! Areia! Saara!)                              | The Gypsies | 7,18 | 23 de junho de 2011  |
| - Posto de Checagem 1: As equipes devem atravessar um alta duna de areia e chegar a um posto avançado de camelos. - Posto de Checagem 2: As equipes devem selecionar três camelos e carregá-los até o Acampamento da Palmeira Solitária. - Desafio: “Encontrar água à maneira local” – as equipes devem encher um jarro com água obtida usando tradicionais métodos de coleta berbere. - Posto de Checagem 3: As equipes deixam os camelos e prosseguem a pé para a montanha Todra. - Desafio: Rapel de 300 pés (91 metros) no Desfiladeiro Todra. - Posto de Checagem 4: As equipes viajam a pé até o Vale da Serpente. - Desafio: As equipes devem assistir a uma tradicional cerimônia de encantamento de serpentes e contar o número de cobras usadas na apresentação e, na sequência, escolher entre diversas caixas a marcada com o número correspondente para obterem as coordenadas para a linha de chegada. Caso escolham a caixa errada, a equipe receberá coordenadas que a levará 30 minutos fora da rota correta, devendo retornar e realizar o desafio novamente. - Linha de chegada. |                                                                      |             |      |                      |
| 02 | Light My Way! (Ilumine Meu Caminho!)                                 | The Gypsies | 6,16 | 30 de junho de 2011  |
| - Posto de Checagem 1: As equipes viajar a pé até um posto avançado de cavalos, onde devem escolher e cavalgar em cavalos árabes por sete milhas (aproximadamente 11,2 km) até chegarem a Casbah. - Desafio: Escolher um balde e usá-lo para encher uma grande urna com água para receber o próximo conjunto de instruções. As equipes devem escolher um grande balde furado ou um pequeno que não está. - Posto de Checagem 2: Cada membro da equipe deve remar utilizando um caiaque inflável por quatro milhas (aproximadamente 6,5 km) rio abaixo. - Desafio: Procurar pelas casas de uma pequena vila de artesãos e localizar uma tradicional lâmpada que iluminará a linha de chegada em um mapa. - Linha de chegada: Percorrer a pé duas milhas (aproximadamente 3,2 km) até chegar a uma velha ponte e procurar, nas proximidades, pela linha de chegada em um acampamento escondido. |                                                                      |             |      |                      |
| 03 | I Don't Know How to Ride This Thing! (Eu Não Sei Montar Essa Coisa!) | The Gypsies | 5,65 | 7 de julho de 2011   |
| - Posto de Checagem 1: As equipes devem caminhar até um oásis e recolher comida para camelos. Em seguida, carregando a comida, devem percorrer 1,5 milhas (aproximadamente 2,5 km) até um posto avançado de camelos - Desafio: Carregar o alimento para camelos. - Posto de Checagem 2: As equipes devem percorrer com os camelos 3,8 milhas (aproximadamente 6,1 km) até alcançarem um moinho de oliva. - Desafio: Coletar seis grande barris de oliva e carregá-los sobre os camelos até um lago nas proximidades. Uma vez no lago, devem construir uma jangada utilizando os barris para alcançarem uma ilha no meio do lago. A partir da ilha devem remar mais uma milha (aproximadamente 1,6 km) até alcançarem a Enseada Shamil onde está localizado o acampamento onde passarão a noite. - Posto de Checagem 3: As equipes devem viajar 3,5 milhas (aproximadamente 5,6 km) seguindo o Rio Dadès até alcançarem uma área com antigos postes de madeira fincados na areia. - Desafio: Enrolar um grande pergaminho de tecido em torno do posto de maneira a revelar uma combinação numérica que destrava a pista para a próxima etapa da caminhada. - Linha de chegada: As equipes devem escolher entre duas rotas para chegar ao acampamento, um caminho mais curto, porém mais difícil entre as montanhas ou uma rota mais longa, mas mais fácil ao longo do rio.                                             |                                                                      |             |      |                      |
| 04 | There´s Snow in Morocco? (Tem Neve no Marrocos?)                     | The Gypsies | 4,82 | 14 de julho de 2011  |
| - Posto de Checagem 1: As equipes devem subir a Cordilheira do Atlas ao longo de um série de altas e estreitas colinas até alcançarem um acampamento base a 10 mil pés (3048 metros) de altura. - Desafio: Desenrolar braceletes de corda que cada membro do time ganhou ao início da etapa e uni-los formando uma longa corda na qual um gancho deve ser fixado em uma das extremidades. Usando a corda e o gancho as equipes devem tentar içar gaiolas do alto de escarpado. Dentro da gaiola há uma chave que destranca as próximas instruções. - Posto de Checagem 2: Depois de passaram a noite no acampamento base no alto da cordilheira, as equipes devem viajar a oeste das montanhas até uma estrada de terra que leva a uma aldeia agrícola. - Desafio: Selecionar um arado agrícola e transportá-lo com o auxílio de uma mula por 2 milhas (aproximadamente 3,2 km), ao longo de uma estrada sinuosa na encosta de uma montanha, até alcançarem uma casa de chá. - Posto de Checagem 3: As equipes devem carregar o arado agrícola na traseira de um Ford Explorer e dirigirem até uma área de plantio. - Desafio: Devem montar o arado e na sequencia arar uma área de plantio até localizar as próximas instruções que estão escondidas enterradas no solo. - Linha de chegada: As equipes devem seguir uma estrada na montanha até a linha de chegada.                                                 |                                                                      |             |      |                      |
| 05 | A Blind Man´s Nightmare (Um Pesadelo do Cego)                        | Fab 3       | 4,68 | 21 de julho de 2011  |
| - Posto de Checagem 1: As equipes devem se dirigir até uma tenda de um artista local, mestre na arte de hena, e usando a técnica devem duplicar um mapa sobre alguma parte do corpo de um companheiro do time. Na sequência, utilizando o mapa devem percorrer 6 milhas (aproximadamente 9,6 km) até um penhasco de 200 pés (aproximadamente 60,9 metros) de altura nas Montanhas Atlas com vista para o Canyon Petrified. - Desafio: Rapel no penhasco. - Posto de Checagem 2: Atravessar o Canyon Petrified até um ponto determinado no leito de um rio. - Desafio: Vasculhar a área em volta do leito do rio até encontrar uma pedra com um fóssil de um peixe. Na sequência, as equipes devem se dirigir até um mercado local onde devem trocar o fóssil por um peixe para o jantar. - Posto de Checagem 3: As equipes devem resolver um quebra-cabeças para encontrar a localização do próximo posto de checagem. De posse das instruções devem seguir 5 milhas (aproximadamente 8 km) rio acima. - Desafio: Usando apenas os dedos, as equipes devem retirar uma chave de dentro de uma tradicional urna marroquina. Com a chave devem abrir um pacote contendo corda de rapel que eles precisam para descer a encosta e chegar ao leito de um rio abaixo. - Linha de chegada. |                                                                      |             |      |                      |
| 06 | Leap of Faith (Salto de Fé)                                          | The Gypsies | 5,13 | 28 de julho de 2011  |
| - Posto de Checagem 1: Cruzar um rio usando uma corda que liga suas margens e se dirigir para a próxima cidade e procurar por uma loja de tapetes locais. - Desafio: Localizar entre as centenas de tapetes um marcado com cinco buracos. De posse do tapete com as marcas, posicioná-lo sobre uma placa de avisos para descobrir o próximo posto de checagem. - Posto de Checagem 2: Seguir a pé até às Cataratas de Ouzoud. - Desafio: As equipes devem optar entre um de dois caminhos, pular na água, de um penhasco de 30 pés (aproximadamente 9,1 metros) de altura, e atravessar um rio ou, descer a encosta usando cordas e tomar o caminho mais demorado. - Posto de Checagem 3: Deslizar em uma corda entre as margens de um rio para alcançar o próximo posto de checagem. - Desafio: Destrancar um conjunto de remos memorizando os símbolos gravados no cadeado. Com o símbolo memorizado deve nadar até uma caverna próxima e procurar pelo símbolo correspondente fixado em uma chave. - Linha de chegada: As equipes devem descer de caiaque algumas corredeiras e, utilizando seus GPS devem localizar uma caverna que serve de abrigo para cabras. Na caverna, eles recebem as próximas instruções para localizar o acampamento e, devem descer a montanha, remar mais uma milha (aproximadamente 1,6 km) e subir a pé os 300 pés (aproximadamente 91,4 metros) que os separam da linha de chegada. |                                                                      |             |      |                      |
| 07 | Rock the Kasbah                                                      | The Gypsies | 4,82 | 4 de agosto de 2011  |
| - Posto de Checagem 1: Do alto de uma torre de um kasbah, as equipes devem usar binóculos para localizar um símbolo marcado em um determinado ponto da cidade. O símbolo corresponde a um dos seis símbolos grafados em um mapa entregue para os times. Com a próxima localização descoberta eles devem dirigir até o local: um tradicional mercado árabe ao ar livre. - Desafio: Localizar a barraca correta e obter a pista para o próximo checkpoint. - Posto de Checagem 2: Dirigir até o aeroporto. - Desafio: Escolher um membro da equipe para, a bordo de um avião, saltar de paraquedas. Enquanto estiver no ar, o membro da equipe, deve procurar no solo um símbolo que indicará o próximo posto de checagem. - Posto de Checagem 3: Atravessar a nado um rio e, a partir da outra margem, caminhar uma milha até o próximo posto de checagem. - Desafio: Resolver um quebra-cabeça que indicará a localização da linha de chegada. Nesta etapa as equipes podem escolher entre ficar e resolver o quebra-cabeça ou, caminhar duas milhas para conseguir uma pista que ajudará a resolver o quebra-cabeça. O quebra-cabeça consistia em um placa visual formada por seis símbolos, as letras iniciais de cada símbolo formavam o acrônimo do próximo local: kasbah. - Linha de chegada: Correr até o kasbah indicado no mapa.                                                                              |                                                                      |             |      |                      |
| 08 | Never Give Up (Nunca Desista)                                        | The Gypsies | 3,83 | 11 de agosto de 2011 |
| - Posto de Checagem 1: As equipes devem subir até um kasbah no alto de uma montanha. - Desafio: Rapel na encosta da montanha onde está localizada o kasbah, em seguida, caminhar até a margem do Lago Bin el-Ouidane para a próxima pista. - Posto de Checagem 2: Inflar dois caiaques e remar até a Ilha Prisão localizada no Lago Bin el-Ouidane. - Desafio: Usando os dois caiaques e mais algumas peças localizadas na Ilha Prisão, as equipes devem construir um catamarã e, em seguida, remar para a Saddle Island onde está localizado o acampamento onde passarão a noite. - Posto de Checagem 3: Após passarem a noite na Saddle Island, os competidores devem cruzar a nado um pequeno trecho que liga a ilha ao continente e, na sequencia, caminhar até as ruínas de uma antiga fazenda. - Desafio: Usando dois pólos e uma corrente as equipes devem se locomover através de um campo respondendo a uma série de perguntas. Cada pergunta correta fornece um valor numérico que serve como coordenada para a bússola. No último ponto eles devem cavar atrás das coordenadas para a linha de chegada. - Linha de chegada: Percorrer a pé 600 jardas (aproximadamente 550 metros) até a linha de chegada. |                                                                      |             |      |                      |
| 09 | Come Hell or High Water (Que Venha Inferno ou Água Alta)             | The Gypsies | 4,45 | 18 de agosto de 2011 |
| - Posto de Checagem 1: Caminhar através da aldeia Tillouguit até um rio, pegar um guia e um caiaque para descerem as águas cristalinas do Rio Ahansai. |                                                                      |             |      |                      |
| 10 | And Then There Were Four (E Então Eram Quatro)                       | The Gypsies | 4,61 | 25 de agosto de 2011 |
| - Posto de Checagem 1: As equipes devem remar duas milhas (aproximadamente 3,2 quilômetros) em barcos de metal marroquinos. - Desafio: Usando uma pá, os times devem peneirar uma pilha de pedras até encontrar duas rochas contendo uma ametista. As ametistas devem ser trocadas por cavalos. - Posto de Checagem 2: Devem cavalgar 3,5 milhas (aproximadamente 5,6 quilômetros) até o próximo posto de checagem. A última equipe que chegar é eliminada. As equipes restantes devem dirigir 22 milhas pelo deserto (aproximadamente 35 quilômetros) para encontrar o próximo posto de checagem escondido em Jemaa el-Fnaa, um mercado lotado em Marrakesh. - Posto de Checagem 3: Baseados na pista escrita em árabe, as equipes devem se dirigir para o próximo posto de checagem: Tumbas Saadies. - Posto de Checagem 4: Usando as pistas fornecidas no mapa dado no último posto, as equipes devem percorrer a cidade para localizar uma entrada secreta de um antigo palácio prisão. - Desafio: Descer até o porão do palácio e encontrar uma caixa de madeira marroquina. As equipes devem abrir a complexa caixa quebra-cabeça para conseguir uma chave, que será usada para destrancar uma escada. A escada deve ser usada para subir os muros do castelo, de onde será revelado a localização da linha de chegada. - Linha de chegada.                                                                     |                                                                      |             |      |                      |